# The Boys in the Band (pel·lícula de 2020)
The Boys in the Band és una pel·lícula dramàtica de temàtica LGBT dirigida per Joe Mantello, basada en l'obra teatral de 1968 del mateix nom de Mart Crowley, que en va escriure el guió amb Ned Martel. Crowley havia adaptat el llibre per la versió cinematogràfica de 1970 dirigida per William Friedkin i va protagonitzar l'actuació de 1968 Off-Broadway.
La pel·lícula inclou tot el repartiment de l'actuació teatral a Broadway de 2018 i la protagonitzen Jim Parsons, Zachary Quinto, Matt Bomer i Andrew Rannells. Es va estrenar el 30 de setembre de 2020 a Netflix.

## Premissa
Un grup d'amics homosexuals es reuneixen per celebrar l'aniversari d'un membre del grup. Quan el company d'habitació de l'amfitrió, que sospiten que és un homosexual encobert, s'hi presenta sense haver-hi sigut convidat, la vesprada esdevé un batibull.

## Repartiment
- Jim Parsons com a Michael
- Zachary Quinto com a Harold
- Matt Bomer com a Donald
- Andrew Rannells com a Larry
- Charlie Carver com a Cowboy
- Robin de Jesús com a Emory
- Brian Hutchison com a Alan
- Tuc Watkins com a Hank
- Michael Benjamin Washington com a Bernard